# Cucina povera
De cucina povera is een kookstijl uit de Italiaanse keuken. Cucina povera betekent vrij vertaald "armeluiskeuken".
Deze stijl van koken vindt zijn oorsprong in de middeleeuwen. De adel at haar eten uit kommen van ongezuurd brood. Na de maaltijd werden deze broodkommen aan de dienaren gegeven. Zij kookten deze kommen in water met alle restjes die ze konden vinden, veelal kruiden en groentes. De cucina povera komt voort uit een schaarste van producten. De filosofie van de stijl is gericht op het ten volste benutten van ingrediënten, zodat niets verloren gaat en het maximaliseren van smaak.
De oorsprong van de cucina povera ligt in de middeleeuwen, maar in tijden van schaarste herleefde deze filosofie. De meest recente grote voedselschaarste in Italië was na de Eerste en Tweede Wereldoorlog. Er was weinig vlees aanwezig en men probeerde voedsel zo lang mogelijk te bewaren. Een voorbeeld van creativiteit met betrekking tot voedsel in deze tijd was in Toscane te vinden, waar meel gemalen van kastanjes werd gebruikt als vervanging van maismeel.
Tot ongeveer 1960 was Italië over het algemeen een arm en agrarisch land. Men at gerechten gemaakt van goedkope ingrediënten, makkelijk te verbouwen granen en peulvruchten en planten die in velden verzameld konden worden, zoals cichorei en brandnetel. Hoewel Italië een arm land was, had het een grote rijkdom aan natuurlijke producten. Wanneer er vlees aanwezig was bestond dat uit goedkope stukken, zoals orgaanvlees, of werd het in kleine hoeveelheden gebruikt om smaak te geven aan soepen en sauzen. Dergelijke gerechten ontwikkelden zich vooral in de belangrijkste steden, waar de rijken veel vlees aten en er dus meer geslacht werd. Wanneer men zich zelfs het goedkoopste vlees niet kon veroorloven werden bonen en kikkererwten gebruikt als bron van proteïne. Veel van de typische gerechten van de cucina povera gebruiken ingrediënten die vrij groeiden op het platteland. Veel van deze producten zijn nog steeds te vinden op Italiaanse markten en in restaurants.
Iedere regio van Italië heeft zijn eigen vorm van de cucina povera, hierdoor is veel variatie te vinden in de recepten, afhankelijk van de producten die in de streek aanwezig waren. De recepten van de cucina povera zijn niet alleen streek, maar ook seizoensgebonden, doordat men afhankelijk was van vaste patronen met betrekking tot oogst en slacht.
De kookstijl van de cucina povera blijft voortbestaan. Dit komt door het goedkope en duurzame karakter van de keuken en de filosofie van simpelheid en voedzaamheid. De cucina povera is lokaal en seizoensgebonden en wordt gekenmerkt door minimale verspilling van voedsel en de optimale benutting van ingrediënten.